# Guillaume de Machaut
Guillaume de Machaut [gyjóm de mašo], někdy psán Machault (kolem 1300 – duben 1377, Remeš) byl francouzský básník a hudební skladatel. Působil jako sekretář Jana Lucemburského a poté jeho dcery Jitky, stáří strávil v Remeši, kde byl kanovníkem. Jako básník dosáhl již za života evropské proslulosti, byl učitelem Deschampse a ovlivnil Chaucera. Je nejvýznamnějším hudebním skladatelem 14. století, čelným reprezentantem stylu ars nova a zároveň jedním z nejstarších hudebních skladatelů, o nichž se dochovaly podrobnější životopisné údaje.

## Život
Machaut se narodil okolo roku 1300 a od roku 1323 byl zpočátku almužníkem, později notářem, sekretářem a diplomatem ve službách Jana Lucemburského. Byl Janovým oblíbeným společníkem a sám svůj obdiv k Janovi vyjádřil slovy: „nebylo muže, toť jistá věc, jenž by byl dokonalejší ctnostmi, slovy i skutky...“
Krále doprovázel při mnoha diplomatických i vojenských cestách, včetně křížové výpravy do Litvy roku 1329. Někdy v době služby u Jana Lucemburského přijal Machaut kněžské svěcení a král mu zajistil mnohé církevní prebendy.
Po bitvě u Kresčaku, kde Jan zahynul, přešel Machaut do služeb normandské vévodkyně Jitky Lucemburské, Janovy dcery. Již v jejích službách dopsal oslavnou skladbu na Jana Lucemburského Soud českého krále. Stáří Machault strávil v Remeši, kde byl kanovníkem. Trpěl dnou, stále však psal díla na zakázku bohatých mecenášů. V Remeši také roku 1377 zemřel, doživ se na tehdejší dobu vysokého věku.
Machautovým žákem byl další významný básník Eustache Deschamps, který roku 1358 ukončil svá studia v kapitulní škole v Remeši. Machaut nadaného mladíka všemožně podporoval a poskytl mu i ubytování. Oba básníci zůstali přáteli až do Machautovy smrti. Deschamps o sobě rád říkal, že je Machautovým synovcem a o svém starším příteli napsal:
| „                   | Byl to můj nejlaskavější učitel a mistr v umění psát básně... | “ |
| — Eustach Deschamps |                                                               |   |

## Literární dílo

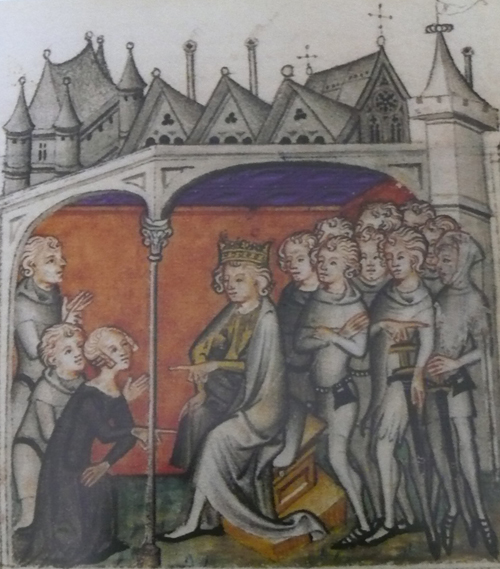
Soud českého krále

Machaut byl neobyčejně plodný autor. Dochovalo se 80 tisíc veršů a jeho poezie byla populární až do 15. století. Byl vzorem dalším básníkům včetně Eustacha Deschampse a Chaucera. Podle francouzského literárního historika Gustava Lansona byl „tkalcem rýmů“ a „miniaturistou slov“.
Machautova hlavní díla:
- Chvála paní
- Příběh o zahradě
- Přátelská útěcha (sepsaná pro navarrského krále Karla II.)
- Příběh o lvu
- Příběh o studánce lásky (sepsán pro Jana z Berry)
- Soud českého krále
- Opravdový příběh (velmi otevřené vyprávění sepsané okolo roku 1364 na přání neznámé mladice, jež sváděla obstarožního Machauta a dokonce mu věnovala klíček od svého pásu cudnosti, který pak střežil jako „vzácný poklad“. Dotyčnou mohla být snad dle současníků Anežka Navarrská, sestra navarrského krále Karla Zlého).[5]
- Dobytí Alexandrie aneb Kronika krále Petra I. z Lusignanu (veršovaná kronika o hrdinských činech kyperského krále sepsaná v letech 1367–1369)

## Hudební dílo

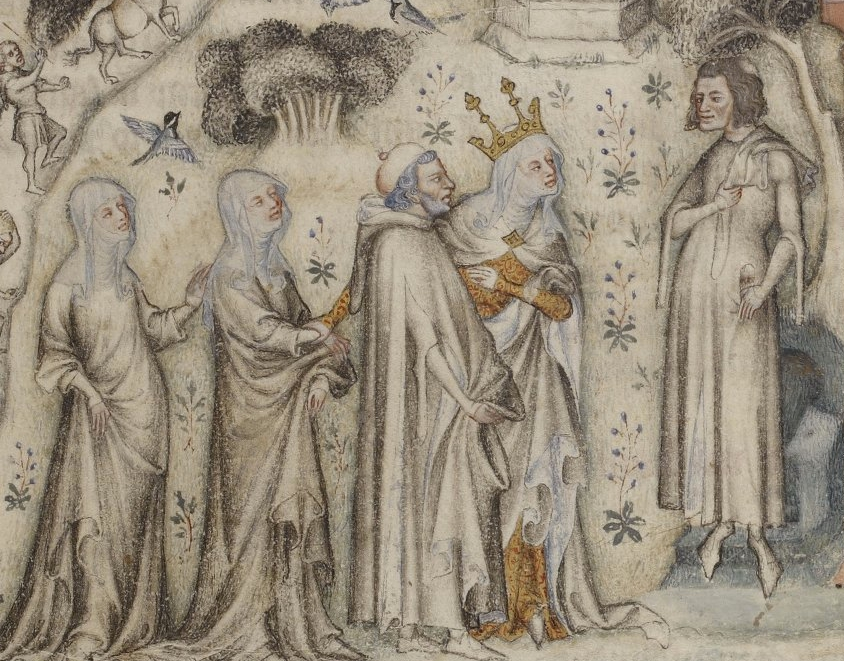
Guillaume de Machaut

Machautova rozsáhlá hudební tvorba patří do širokého rozpětí žánrů a forem a je považována za vrchol hudebního stylu ars nova. Jeho mše Messe de Notre Dame je nejstarší známé zhudebnění celého mešního ordinária jedním skladatelem a stala se pravzorem mnoha dalších hudebních kompozic v následujících staletích. Machaut výrazně ovlivnil jak vývoj moteta, tak i světských hudebních forem, zejména lai a formes fixes: ronda, virelai a balady.
Přehled hudebního díla:
- B1–B42 – balady
- David Hoquetus – dvojitý hocket
- L1–L19 – lai (specifický druh středověké písně)
- mše de Nostre Dame
- M1–M24 – moteta
- R1–R22 – ronda
- V1–V33 – virelai (forma středověkého francouzského verše – podobné rondu)
- RF1–RF7 – Le Remède de Fortune